# Johannes Halsius
Johannes Halsius, född 1629 i Piteå socken, död 24 augusti 1697 i Överkalix socken, var en svensk präst.
Halsius inskrevs i november 1648 som student vid Uppsala universitet under namnet Johannes Olai Pitensis men antog namnet Halsius efter ängen Halsen i födelsebyn Öjebyn. År 1661 blev han skolmästare i Torneå. I september 1681 utnämndes Halsius till kyrkoherde i Överkalix församling, där han efterträdde Moses Sundel, även han född i Öjebyn.
Halsius var gift första gången med Brita från Torneå och andra gången med Sofia Somerus, även Tuderus, som föddes 1644 i Kemi och avled 1709 i Råneå och gravsattes i Råneå kyrkas kor; hon var dotter till prosten Johan Somerus, även Tuderus, och Christina Platz. 
Halsius var i andra giftet far till bland andra Olof Halsius som 1711 blev kyrkoherde i Överkalix, Sofia Halsius som gifte sig med handelsmannen och klockaren Christian Antilius i Torneå, Catharina Halsius som gifte sig med länsmannen Johan Forsman i Råneå och Margareta Halsius som gifte sig med rådmannen Anders Kråka i Luleå och avled 1750 i Överkalix.